# 阿智神社 (阿智村)

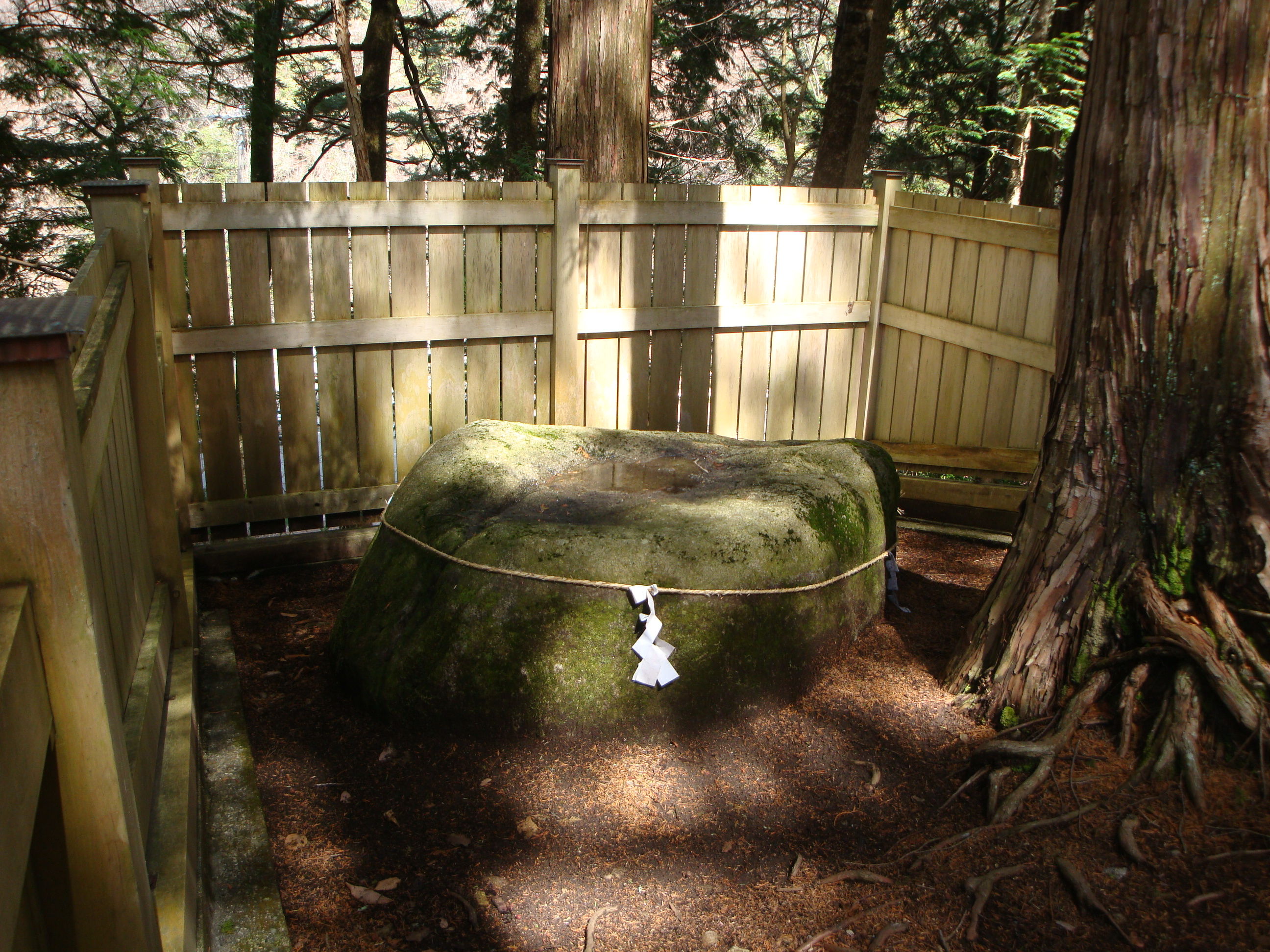
奥宮にある磐座

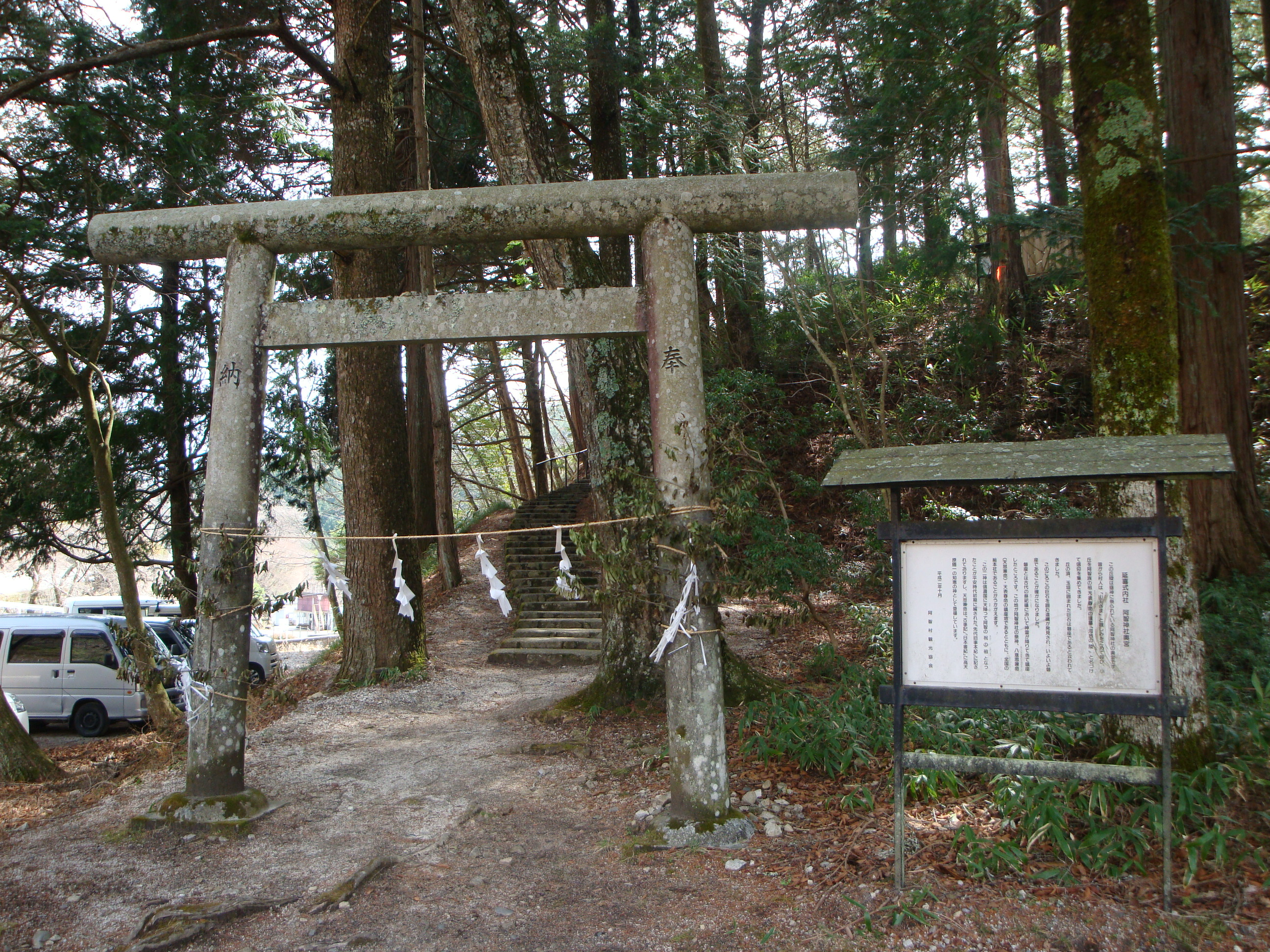
阿智神社奥宮参道

阿智神社（あちじんじゃ）は、長野県下伊那郡阿智村にある神社。式内社で、旧社格は郷社。「先代旧事本紀」に天八意思兼命が天降り、信乃阿智祝部の祖となるとあり、由緒ある古社である。

## 祭神
主祭神
- 天八意思兼命
- 天表春命

相殿
- 誉田別命
- 建御名方命
- 大山咋命

※ 前宮と奥宮があり、奥宮には磐座がある。

## 歴史
社伝によれば孝元天皇5年春正月、天八意思兼命がその御児神を従えて信濃国に天降り、阿智の祝部の祖となり給うと伝えられている。祭祀はその後裔である原氏によって担われた。
この地は古代東山道の沿線にあたり、鎮座地昼神の地名は日本武尊東征の帰路、神坂峠を越えようとしていたところ、峠に住む荒ぶる神の毒気に遮られて進むことができず、たまたま噛んでいた蒜を吹きかけた処、悪神たちどころに倒れて進むことができた。これによりこの地を蒜噛と伝え、のちに昼神になったとされる。
また一説に、この地に天降った思兼命は高天原随一の知恵の神として、万機を建策ことごとく成就、特に天照大神の弟神素盞鳴尊のあまりの無道に憤り、天岩屋に隠れたときに、思兼命の采配により太陽の神である天照大神を無事外にお出しした。大功あった思兼命の鎮まります所、即ち暗より昼に帰した功神を祭るところ故、昼神であるといわれている。
奥宮は前宮より阿知川に沿って上がること2キロ、本谷川と黒川が合流し阿知川となる、三角に突き出した半島状の先端部に、位置し川合陵と言われる。丘上には苔むした巨石が祀られている。これを国学院大学教授大場磐雄は、磐座、すなわち上代における祭祀の遺跡であると立証し、自然のままの菱形に近い巨石だが、出っ張りが東西南北と一致するとしている。また、冬至の時期、東の延長線上に太陽が昇ってくる。
上水内郡戸隠村鎮座している元国幣小社戸隠神社中社（祭神：天八意思兼命）、および宝光社（祭神：天表春命）の二神は村上天皇の治世である天暦年間に、徳武氏が当社より分祀したと伝えられる。一時期、山王権現社として、呼ばれたことが、朱印状で確認できる。
また知々夫国造の奉斎した埼玉県秩父神社の御祭神で国造の祖・天下春命は天表春命の弟神である。
『斎部氏家牒』によると、天手力男命は阿智の祝の遠祖であるという。

## 現地情報
所在地
- 前宮 - 長野県下伊那郡阿智村智里489
- 奥宮 - 長野県下伊那郡阿智村智里497

交通アクセス
- 園原インターチェンジより、車で約10分。

周辺
- 昼神温泉
- 園原